# Boku no watashi no yusha gaku
Boku no watashi no yūsha gaku (ぼくのわたしの勇者学? lett. "Il nostro eroe studia") è un manga shōnen creato da Shūichi Asō e serializzato sulla rivista Weekly Shōnen Jump dal 14 maggio 2007 al 28 luglio 2008. La serie è stata raccolta in sei volumi tankōbon, pubblicati da Shūeisha.

## Trama
Un misterioso nuovo studente si presenta in una tranquilla classe nell'Accademia della lancia sacra. Il loro insegnante annuncia che si ritira poiché ha vinto la lotteria di jumpo, e perciò sarebbe inutile continuare ad insegnare. Si scopre poi che lo strano nuovo studente è il nuovo insegnante, Haganeno Ken, il quale afferma di essere un eroe.

## Volumi
| Nº | Data di prima pubblicazione | Data di prima pubblicazione | Data di prima pubblicazione |
| Nº | Giapponese                  | Giapponese                  |                             |
| -- | --------------------------- | --------------------------- | --------------------------- |
| 1  | 9 settembre 2007            | ISBN 978-4-08-874458-2      |                             |
| 2  | 7 novembre 2007             | ISBN 978-4-08-874460-5      |                             |
| 3  | 9 febbraio 2008             | ISBN 978-4-08-874481-0      |                             |
| 4  | 7 maggio 2008               | ISBN 978-4-08-874503-9      |                             |
| 5  | 9 agosto 2008               | ISBN 978-4-08-874531-2      |                             |
| 6  | 9 novembre 2008             | ISBN 978-4-08-874594-7      |                             |